# 湖南省生态环境厅
湖南省生态环境厅是中华人民共和国湖南省人民政府主管全省环境保护工作的组成部门。

## 机构设置

### 内设机构
- 办公室
- 规划财务处
- 科技标准处
- 环境影响评价处
- 环境监测处
- 污染防治处（总量控制办公室）
- 自然生态保护处
- 核与辐射管理处（省核事故应急管理办公室）
- 法制宣传处
- 人事教育处
- 机关党委
- 纪检监察
- 信息中心
- 湖南省环境监察总队

### 直属机构
- 湖南省环保厅机关后勤服务中心
- 湖南省环保厅环境工程评估中心
- 湖南省辐射环境监督站
- 湖南省固体废物管理站
- 长沙环境保护职业技术学院
- 湖南省环境监测中心站
- 湖南省环境保护科学研究院
- 湖南省环保宣教中心
- 湖南省洞庭湖环境监测站
- 湖南省南岳国家空气质量背景站[1]